# Cheiridium simulacrum
Cheiridium simulacrum är en spindeldjursart som beskrevs av Chamberlin 1938. Cheiridium simulacrum ingår i släktet Cheiridium och familjen dvärgklokrypare. Inga underarter finns listade i Catalogue of Life.